# Hoplopleura neumanni
Hoplopleura neumanni är en insektsart som beskrevs av Fahrenholz 1919. Hoplopleura neumanni ingår i släktet Hoplopleura och familjen gnagarlöss. Inga underarter finns listade i Catalogue of Life.